# Maxfischeria
Maxfischeria (лат.) — род паразитических перепончатокрылых насекомых из семейства браконид (Braconidae). Эндемик Австралии.
Род выделен в отдельное подсемейство Maxfischeriinae.

## Описание
Длина 5—7 мм. Имеют пронотальный выступ и жилки 1a и 2a переднего крыла (жилка 1Rs длинная), вершина скутеллюма гладкая и блестящая (скутеллярная бороздка гладкая), нотаули антеролатеральные (медиально отсутствуют), коготки лапок с хорошо развитыми базальными долями. Яйцеклад относительно длинный. Нижнечелюстные щупики состоят из 6 члеников, а нижнегубные — из 4 сегментов. Уникальным среди всех браконид признаком является наличие яиц со стебельком (ножкой, pedunculate) и якорем (anchor). Подобный признак обнаружен только у представителей семейства Ichneumonidae, включая такие подсемейства как Anomaloninae, Lycorininae, Stilbopinae и Tryphoninae. Так как все они являются койнобионтами, то можно предполагать, что и Maxfischeria также могут обладать сходной биологией, то есть они не убивают хозяина, в котором развиваются, вплоть до его окукливания или стадии имаго. Род был описан в 1994 году венгерским энтомологом Йеном Паппом (Dr. Jenö Papp, 1933—2017, Hungarian Natural History Museum, Будапешт, Венгрия) и назван в честь австрийского гименоптеролога Максимилиана Фишера (Dr. Maximilian Fischer; Naturhistorisches Museum, Вена, Австрия), специалиста по наездникам-браконидам.

## Распространение
Австралия: Квинсленд, Новый Южный Уэльс, Тасмания.

## Систематика
6 видов. При первоначальном описании рода его автор венгерский энтомолог Йено Папп (Papp, 1994) поместил его в трибу Maxfischeriini в составе подсемейства браконид Helconinae в качестве монотипического рода. С Helconinae их сближает относительно полное жилкование, наличие жилки 1RS и полной трапециевидной второй субмаргинальной ячейки в переднем крыле. Однако, отсутствие других признаков Helconinae (два сильно развитых валика на метасомальном 1-м тергите, отчётливые ламеллы на лбу, относительно более длинный яйцеклад и в целом более крупное тело) отличает Maxfischeria от этого подсемейства. Позднее, при описании новых видов, род был выделен в отдельное подсемейство Maxfischeriinae. В результате молекулярного филогенетического анализа было показано базальное в составе семейства браконид положение клады Maxfischeria + Mesostoinae + Aphidiinae (Sharanowski et al., 2011). Ранее, другим мультигенным исследованием было также показано базальное положение группы подсемейств Mesostoinae + Aphidiinae (Belshaw et al., 2000; Zaldivar-Riveron et al., 2006).
- Maxfischeria ameliae Boring & Sharanowski, 2011
- Maxfischeria anic Boring, 2011
- Maxfischeria briggsi Boring & Sharanowski, 2011
- Maxfischeria folkertsorum Boring & Sharanowski, 2011
- Maxfischeria ovumancora Boring, 2011
- Maxfischeria tricolor Papp, 2011[1]typus